# قلعة فيكانا
قلعة فيكانا هي كومونا (بلدية) في مقاطعة فريزة في منطقة لومبارديا الإيطالية، وتقع على بعد حوالي 70 كيلومتر (43 ميل) شمال غرب ميلانو وحوالي 20 كيلومتر (12 ميل) شمال غرب فريزة.
تقع قلعة فيكانا على حدود البلديات التالية: برينتا وكازالزوينيو وشيتيليو وقيفا ولافينو ومومبيلو واوجيبيو وبورتو فارتافاليا.